# Гулиелмо Маркони
Гулиѐлмо Джова̀ни Марѝя Марко̀ни (на италиански: Guglielmo Giovanni Maria Marconi) е италиански радиотехник и изобретател, известен с разработената от него практическа безжична телеграфна система на основата на радиовълни. Тази система получава значително разпространение и нейната еволюция води до развитие на радиото и въобще на всички съвременни системи и методи за радиовръзка. Той споделя Нобеловата награда по физика за 1909 г. с Карл Фердинанд Браун „като признание за техния принос в развитието на безжичната телеграфия“.
Маркони също така е предприемач, бизнесмен и основател на Wireless Telegraph & Signal Company в Обединеното кралство през 1897 г. (която впоследствие става Marconi Company). През 1929 г. Маркони е удостоен със званието маркиз от италианския крал Виктор Емануил III, а през 1931 г. основава Радио Ватикана за папа Пий XI.

## Биография
Роден е на 25 април 1874 г. в Болоня. Учи в техническо училище в Ливорно. Основни понятия за електромагнитните вълни получава от италианския физик от Болонския университет Аугусто Риги, който провежда изследвания на работите на Хайнрих Херц. Риги позволява на Маркони да посещава лекции в университета, както и да използва университетската лаборатория и библиотека, но Гулиелмо така и остава без системно образование.
През 1895 г. Маркони започва експерименти за безжично предаване на сигнали и работи по този проблем през целия си живот. Той добавя морзов телеграфен ключ към предавателната част на искровия осцилатор на Херц, заземява осцилатора, а другия извод свързва високо над земята с плоча, с което създава първообраз на антената. Успява да предаде сигнал на 2,5 km.
През 1896 г. Маркони заминава за Великобритания, където продължава опитите си. С увеличаване размера на антената през 1897 г. реализира предаване и приемане на сигнал на 14,5 km. След този успех в осъществената радиовръзка регистрира Wireless Telegraph & Signal Company („Безжична телеграфна и сигнална компания“), като получава патент за принципа на действие на електрическа връзка без проводник. Като използва групова антена, осъществява връзка с Франция през протока Ламанш на разстояние 45 km.
През 1900 г. Маркони прилага разработката на Карл Фердинанд Браун за нов тип предавател, подобрява качествата на приемника и на следващата година осъществява радиовръзка през Атлантическия океан на разстояние около 3400 km. За този експеримент предавателят е монтиран в Корнуол, Англия, а приемникът – в Сейнт Джонс, Нюфаундланд. През 1901 г. Маркони построява радиостанция в Уелфлит, Масачузетс, откъдето през 1903 г. е предадено поздравително радиосъобщение от президента на САЩ Теодор Рузвелт до краля на Англия Едуард VII.
По-късно Маркони патентова:
- насочена антена (1905 г.);
- сихронизирана искрова система за генериране на радиовълни (1912 г.);
- рамкова антена (1913 г.) и др.

През 1905 г. Маркони открива първата трансатлантическа радиосвързочна служба.
През 1921 г. Маркони започва изследвания в областта на късовълновата телеграфия и през 1927 г. компанията му създава международна мрежа от търговски късовълнови телеграфни линии.
По време на Първата световна война Маркони работи за радиослужбите на Италия.
Маркони умира в Рим на 20 юли 1937 г. В негова чест всички радиостанции в света преустановяват предаванията си за 2 минути.

## Нобелов лауреат
През 1909 г. Маркони и германският физик Карл Фердинанд Браун получават Нобелова награда за физика с обосновката „за техния принос в развитието на безжичната телеграфия“.

## Политическа дейност и признание
През 1923 г. Маркони става член на фашистката партия на Мусолини и е издигнат за председател на Италианската академия на науките, както и за член на Големия фашистки съвет. През 1929 г. крал Виктор Емануил III го удостоява с титлата маркиз.

## Семейство
През 1905 г. Маркони се жени за дъщеря на ирландския барон О'Браън, от която има 3 дъщери и син. По-късно се развежда. Маркони сключва втори брак през 1927 г., от който има дъщеря.